# 3.ª etapa del Giro de Italia 2020
La 3.ª etapa del Giro de Italia 2020 tuvo lugar el 5 de octubre de 2020 entre Enna y Etna sobre un recorrido de 150 km y fue ganada por el ecuatoriano Jonathan Caicedo del equipo EF. El portugués João Almeida del equipo Deceuninck-Quick Step se convirtió en el nuevo líder gracias a las centésimas de la contrarreloj inicial.

## Clasificación de la etapa
| \| Clasificación de la etapa \| Clasificación de la etapa \| Clasificación de la etapa \| Clasificación de la etapa \| Clasificación de la etapa \| \| Ciclista \| Ciclista \| Equipo \| Tiempo \| \| \| ------------------------- \| ------------------------- \| ------------------------- \| ------------------------- \| ------------------------- \| \| 1.º \| Jonathan Caicedo \| EF Pro Cycling \| 4 h 02 min 33 s \| \| \| 2.º \| Giovanni Visconti \| Vini Zabù-Brado-KTM \| + 21 s \| \| \| 3.º \| Harm Vanhoucke \| Lotto-Soudal \| + 30 s \| \| \| 4.º \| Wilco Kelderman \| Team Sunweb \| + 39 s \| \| \| 5.º \| Jakob Fuglsang \| Astana \| + 51 s \| \| \| 6.º \| Rafał Majka \| Bora-Hansgrohe \| + 51 s \| \| \| 7.º \| Vincenzo Nibali \| Trek-Segafredo \| + 51 s \| \| \| 8.º \| Jonathan Castroviejo \| Ineos Grenadiers \| + 51 s \| \| \| 9.º \| Domenico Pozzovivo \| NTT Pro Cycling \| + 51 s \| \| \| 10.º \| Steven Kruijswijk \| Jumbo-Visma \| + 56 s \| \| |                      |                     |                 |
| |                      |                     |                 |
| Fuente: ProCyclingStats |                      |                     |                 |
| Clasificación de la etapa |                      |                     |                 |
| Ciclista | Ciclista             | Equipo              | Tiempo          |
| 1.º | Jonathan Caicedo     | EF Pro Cycling      | 4 h 02 min 33 s |
| 2.º | Giovanni Visconti    | Vini Zabù-Brado-KTM | + 21 s          |
| 3.º | Harm Vanhoucke       | Lotto-Soudal        | + 30 s          |
| 4.º | Wilco Kelderman      | Team Sunweb         | + 39 s          |
| 5.º | Jakob Fuglsang       | Astana              | + 51 s          |
| 6.º | Rafał Majka          | Bora-Hansgrohe      | + 51 s          |
| 7.º | Vincenzo Nibali      | Trek-Segafredo      | + 51 s          |
| 8.º | Jonathan Castroviejo | Ineos Grenadiers    | + 51 s          |
| 9.º | Domenico Pozzovivo   | NTT Pro Cycling     | + 51 s          |
| 10.º | Steven Kruijswijk    | Jumbo-Visma         | + 56 s          |

## Clasificaciones al final de la etapa

### Clasificación general(Maglia Rosa)
| \| Clasificación general \| Clasificación general \| Clasificación general \| Clasificación general \| Clasificación general \| \| Ciclista \| Ciclista \| Equipo \| Tiempo \| \| \| --------------------- \| --------------------- \| --------------------- \| --------------------- \| --------------------- \| \| 1.º \| João Almeida \| Deceuninck-Quick Step \| 7 h 44 min 25 s \| \| \| 2.º \| Jonathan Caicedo \| EF Pro Cycling \| + 0 s \| \| \| 3.º \| Pello Bilbao \| Bahrain McLaren \| + 37 s \| \| \| 4.º \| Wilco Kelderman \| Team Sunweb \| + 42 s \| \| \| 5.º \| Harm Vanhoucke \| Lotto-Soudal \| + 53 s \| \| \| 6.º \| Vincenzo Nibali \| Trek-Segafredo \| + 55 s \| \| \| 7.º \| Domenico Pozzovivo \| NTT Pro Cycling \| + 59 s \| \| \| 8.º \| Brandon McNulty \| UAE Team Emirates \| + 1 min 11 s \| \| \| 9.º \| Jakob Fuglsang \| Astana \| + 1 min 13 s \| \| \| 10.º \| Steven Kruijswijk \| Jumbo-Visma \| + 1 min 15 s \| \| |                    |                       |                 |
| |                    |                       |                 |
| Fuente: ProCyclingStats |                    |                       |                 |
| Clasificación general |                    |                       |                 |
| Ciclista | Ciclista           | Equipo                | Tiempo          |
| 1.º | João Almeida       | Deceuninck-Quick Step | 7 h 44 min 25 s |
| 2.º | Jonathan Caicedo   | EF Pro Cycling        | + 0 s           |
| 3.º | Pello Bilbao       | Bahrain McLaren       | + 37 s          |
| 4.º | Wilco Kelderman    | Team Sunweb           | + 42 s          |
| 5.º | Harm Vanhoucke     | Lotto-Soudal          | + 53 s          |
| 6.º | Vincenzo Nibali    | Trek-Segafredo        | + 55 s          |
| 7.º | Domenico Pozzovivo | NTT Pro Cycling       | + 59 s          |
| 8.º | Brandon McNulty    | UAE Team Emirates     | + 1 min 11 s    |
| 9.º | Jakob Fuglsang     | Astana                | + 1 min 13 s    |
| 10.º | Steven Kruijswijk  | Jumbo-Visma           | + 1 min 15 s    |

### Clasificación por puntos(Maglia Ciclamino)
| Clasificación por puntos | Clasificación por puntos | Clasificación por puntos    | Clasificación por puntos | Clasificación por puntos |
| Ciclista                 | Ciclista                 | Equipo                      | Puntos                   |                          |
| ------------------------ | ------------------------ | --------------------------- | ------------------------ | ------------------------ |
| 1.º                      | Diego Ulissi             | UAE Team Emirates           | 25 pts                   |                          |
| 2.º                      | Jonathan Caicedo         | EF Pro Cycling              | 23 pts                   |                          |
| 3.º                      | Peter Sagan              | Bora-Hansgrohe              | 19 pts                   |                          |
| 4.º                      | João Almeida             | Deceuninck-Quick Step       | 17 pts                   |                          |
| 5.º                      | Giovanni Visconti        | Vini Zabù-Brado-KTM         | 16 pts                   |                          |
| 6.º                      | Filippo Ganna            | Ineos Grenadiers            | 15 pts                   |                          |
| 7.º                      | Josip Rumac              | Androni Giocattoli-Sidermec | 12 pts                   |                          |
| 8.º                      | Thomas de Gendt          | Lotto-Soudal                | 12 pts                   |                          |
| 9.º                      | Mikkel Honoré            | Deceuninck-Quick Step       | 12 pts                   |                          |
| 10.º                     | Mikkel Bjerg             | UAE Team Emirates           | 10 pts                   |                          |

### Clasificación de la montaña(Maglia Azzurra)
| Clasificación de la montaña | Clasificación de la montaña | Clasificación de la montaña | Clasificación de la montaña | Clasificación de la montaña |
| Ciclista                    | Ciclista                    | Equipo                      | Puntos                      |                             |
| --------------------------- | --------------------------- | --------------------------- | --------------------------- | --------------------------- |
| 1.º                         | Jonathan Caicedo            | EF Pro Cycling              | 40 pts                      |                             |
| 2.º                         | Giovanni Visconti           | Vini Zabù-Brado-KTM         | 18 pts                      |                             |
| 3.º                         | Harm Vanhoucke              | Lotto-Soudal                | 12 pts                      |                             |
| 4.º                         | Wilco Kelderman             | Team Sunweb                 | 9 pts                       |                             |
| 5.º                         | Jakob Fuglsang              | Astana                      | 6 pts                       |                             |
| 6.º                         | Rafał Majka                 | Bora-Hansgrohe              | 4 pts                       |                             |
| 7.º                         | Peter Sagan                 | Bora-Hansgrohe              | 4 pts                       |                             |
| 8.º                         | Diego Ulissi                | UAE Team Emirates           | 3 pts                       |                             |
| 9.º                         | Thomas de Gendt             | Lotto-Soudal                | 3 pts                       |                             |
| 10.º                        | Rick Zabel                  | Israel Start-Up Nation      | 3 pts                       |                             |

### Clasificación de los jóvenes(Maglia Bianca)
| Clasificación del mejor joven | Clasificación del mejor joven | Clasificación del mejor joven | Clasificación del mejor joven | Clasificación del mejor joven |
| Ciclista                      | Ciclista                      | Equipo                        | Tiempo                        |                               |
| ----------------------------- | ----------------------------- | ----------------------------- | ----------------------------- | ----------------------------- |
| 1.º                           | João Almeida                  | Deceuninck-Quick Step         | 7 h 44 min 25 s               |                               |
| 2.º                           | Harm Vanhoucke                | Lotto-Soudal                  | + 53 s                        |                               |
| 3.º                           | Brandon McNulty               | UAE Team Emirates             | + 1 min 11 s                  |                               |
| 4.º                           | Jai Hindley                   | Team Sunweb                   | + 1 min 27 s                  |                               |
| 5.º                           | James Knox                    | Deceuninck-Quick Step         | + 1 min 40 s                  |                               |
| 6.º                           | Sergio Samitier               | Movistar Team                 | + 2 min 06 s                  |                               |
| 7.º                           | Lucas Hamilton                | Mitchelton-Scott              | + 2 min 41 s                  |                               |
| 8.º                           | Tao Geoghegan Hart            | Ineos Grenadiers              | + 3 min 12 s                  |                               |
| 9.º                           | Aurélien Paret-Peintre        | AG2R La Mondiale              | + 4 min 11 s                  |                               |
| 10.º                          | Giovanni Carboni              | Bardiani CSF Faizanè          | + 4 min 25 s                  |                               |

### Clasificación por equipos"Súper team"
| Clasificación por equipos | Clasificación por equipos | Clasificación por equipos | Clasificación por equipos |
| Equipo                    | Equipo                    | Tiempo                    |                           |
| ------------------------- | ------------------------- | ------------------------- | ------------------------- |
| 1.º                       | Deceuninck-Quick Step     | 23 h 15 min 40 s          |                           |
| 2.º                       | Team Sunweb               | + 3 min 02 s              |                           |
| 3.º                       | Trek-Segafredo            | + 4 min 38 s              |                           |
| 4.º                       | Ineos Grenadiers          | + 5 min 34 s              |                           |
| 5.º                       | Jumbo-Visma               | + 5 min 48 s              |                           |
| 6.º                       | NTT Pro Cycling           | + 7 min 05 s              |                           |
| 7.º                       | Mitchelton-Scott          | + 7 min 43 s              |                           |
| 8.º                       | AG2R La Mondiale          | + 9 min 16 s              |                           |
| 9.º                       | Bora-Hansgrohe            | + 9 min 17 s              |                           |
| 10.º                      | EF Pro Cycling            | + 9 min 30 s              |                           |

## Abandonos
Ninguno.